# Kalsia
Lo Stato di Kalsia fu uno stato principesco del subcontinente indiano, avente per capitale la città di Chhachhrauli. Lo stato venne fondato dal maharaja Gurbaksh Singh Sandhu nel 1760. Dopo l'indipendenza indiana, venne incluso nel PEPSU e successivamente nel Punjab orientale dell'India dopo lo States Reorganisation Act, 1956. L'area di Kalsia corrisponde agli attuali stati indiani di Punjab e Haryana. Nel 1940 la popolazione del Kalsia era di 67.393 individui.

## Geografia
L'area di Kalsia era di 435 km², composta da 20 distaccamento nei distretti di Ambala e Ferozepur. Nel 1903 constava di 181 villaggi. La capitale era la città di Chhachhrauli.

## Storia
Lo stato di Kalsia venne fondato da Gurbaksh Singh nel 1760. Questi aderì al Kroria Misl della confederazione sikh. Il maharaja Ranjit Singh aveva ottenuto Chhachhrauli dal maharaja Gurbaksh Singh, comandante delle sue truppe e residente al villaggio di Kalsia. Il maharaja Goorbaksh Singh nominò lo stato "Kalsia" e Chhachhrauli divenne la nuova capitale di stato.
Il maharaja Gurbaksh Singh non divenne famoso, ma il suo successore e figlio, Jodh Singh fu un uomo particolarmente abile. In quel tempo l'area di Kalsia era compresa nel territorio tra Yamuna e Markanda. Jodh Singh catturò Dera Basi dal sardar Khajan Singh ed acquisì ulteriori territori da Lohal e da Achrak. Quando il maharaja Ranjit Singh attaccò ed occupò Naraingarh nel 1807, Jodh Singh era al suo fianco. In riconoscimento dei servizi militari prestati, Ranjit Singh gli offrì i territori di Badala, Kameri e Chhabbal.
Jodh Singh morì a Multan nel 1818. Dopo la sua morte, suo figlio Sobha Singh assunse il controllo dello stato di Kalsia e lo mantenne sino alla propria morte nel 1858. Lahna Singh, suo successore, si schierò con gli inglesi nella soppressione della rivolta del 1857.
Dal 1858 iniziò un periodo di pace. Quando Lahna Singh assunse il potere, il territorio di Kalsia era ancora un protettorato britannico con una rendita annua di 300.000 rupie e una popolazione di circa 62.000 abitanti. Dopo Lahna Singh, succedette al trono Ranjit Singh Kalsia, poi suo figlio Ravi Sher Singh, ed infine Ravi Karan Singh. Ravisher Singh nel 1916 ottenne il titolo di raja, perdurando sino al 1947 quando lo stato venne unito all'Unione Indiana.
Sia Ranjit Singh Kalsia che Ravi Sher Singh si impegnarono profondamente nella costruzione di strutture di pubblica utilità, tra cui ospedali e scuole per la popolazione. Il "Raja Ravi Sher Kalsia Hospital" venne inaugurato nel 1910 dal luogotenente governatore del Punjab, Sir Luis William Daney nella capitale dello stato. 
Lo stato era sotto il controllo politico del commissario della divisione di Delhi.

### Regnanti
I regnanti dello stato di Kalsia avevano il titolo di sardar maharaja sino al 1916, quando adottarono definitivamente il titolo di raja.

#### Sardar
- 1763 - 1785                maharaja Gur Bakhsh Singh                    (m. 1785)
- 1785 - 1818               maharaja Jodh Singh                          (n. 1751 - m. 1818)
- 1818 - 14 febbraio 1858        maharaja Sobha Singh                         (m. 1858)
- 1858 - 19 febbraio 1869       maharaja Lahna Singh                         (m. 1869)
- 1869 - 10 luglio 1883       maharaja Bishen Singh                        (n. 1854 - m. 1883)
- 1883 - 1886             maharaja Jagjit Singh                        (n. 1880 - m. 1886)
- 28 agosto 1886 - 1908        maharaja Ranjit Singh                        (n. 1881 - m. 1908)
- 25 luglio 1908 - 1916         maharaja Ravisher Singh                      (n. 1902 - m. 1947)

#### Raja
- 1916 - 1947      Ravisher Singh